# Baten Kaitos: Eternal Wings and the Lost Ocean
Baten Kaitos: Eternal Wings and the Lost Ocean (バテン・カイトス 終わらない翼と失われた海 Baten Kaitosu: Owaranai Tsubasa to Ushinawareta Umi) es un RPG exclusivo de GameCube, se necesitan un mínimo de 60 horas para terminarlo y fue desarrollado por Namco. Puede considerarse el primer juego de la saga ya que tiene una precuela llamada "Baten Kaitos Origins". La historia transcurre en un mundo de islas que flotan en el cielo, ya que la raza humana ha tenido que escapar de la tierra por culpa de un dios maligno. El protagonista es Kalas, un joven que, tras sufrir un ataque en su propia casa y ver morir a su abuelo y su hermano, es encontrado inconsciente en el bosque. Con un único objetivo de venganza, su camino se ve torcido por Xelha, un personaje un tanto misterioso que trata de frenar los planes de un imperio entero.
El sistema de combates es por turnos. Los ataques dependen de unas cartas llamadas magnus; el juego reúne más de 1000 cartas magnus diferentes, y estas son usadas durante todo el juego en lugar de objetos; también se pueden combinar para crear combos (por ejemplo, un magnus de hielo más una manzana da como resultado una manzana helada). Además, a las cartas les afecta el paso del tiempo y van cambiando. Por ejemplo, la leche se vuelve queso, cambiando a la vez su función. Algunas combinaciones pueden tener como consecuencia una fusión de cartas. La fusión es permanente. Algunas cartas solo se pueden conseguir de esta forma. Existen pergaminos que ofrecen pistas sobre lo que hay que hacer para obtener estas cartas de fusión.
Como muchos juegos RPG, Baten Kaitos tiene un argumento elaborado. También algunos lo califican como uno de los juegos más hermosos hechos para GameCube.

## Personajes
En este juego podemos tener hasta 6 compañeros, pero en combate podremos usar sólo a 3 de ellos. Estos son los protagonistas.
Espíritu Guardián
Es el personaje al que realmente maneja el jugador. De vez en cuando, Kalas se gira hacia la pantalla para que le ayudes a tomar ciertas decisiones que harán que cambie tu suerte a lo largo del juego.
Kalas
joven peliazul que solo posee un ala del corazón de color blanco, su otra ala es mecánica. Se despierta sin memoria, sólo recuerda la muerte de dos de sus seres más queridos y sus ansias de venganza. En la batalla utiliza espadas.
Xelha
Chica rubia experta en el uso de magias. Meemai, su bolibrí, la ayuda a realizar técnicas finales. Sus alas del corazón son finas, como las de un colibrí, y semitransparentes, parecen como de mariposa.
Gibari
Enorme hombretón con ropas de pescador, que esconde ciertos detalles de su pasado. Usa como arma los remos, y sus alas del corazón recuerdan a las de una mantis religiosa.
Savyna
Mujer seria y distante, muy rápida en combate. Usa puños y patadas. Al principio la encontramos como enemiga. Sus alas del corazón son como las de un pavo real.
Lyude
joven imperial, de aspecto desgarbado, casi enfermizo, que no está de acuerdo con la política del Imperio. No tiene alas del corazón, usa propulsores e ingenios mecánicos. Sus armas son pistolas y escopetas.
Mizuti
Misterioso personaje que se une al grupo en circunstancias no menos curiosas. Lleva una extraña máscara, que distorsiona su voz. No tiene alas del corazón, pero se mantiene flotando en el aire. Siempre habla invirtiendo la construcción de las frases. Usa magias al igual que Xelha.